# Moon River

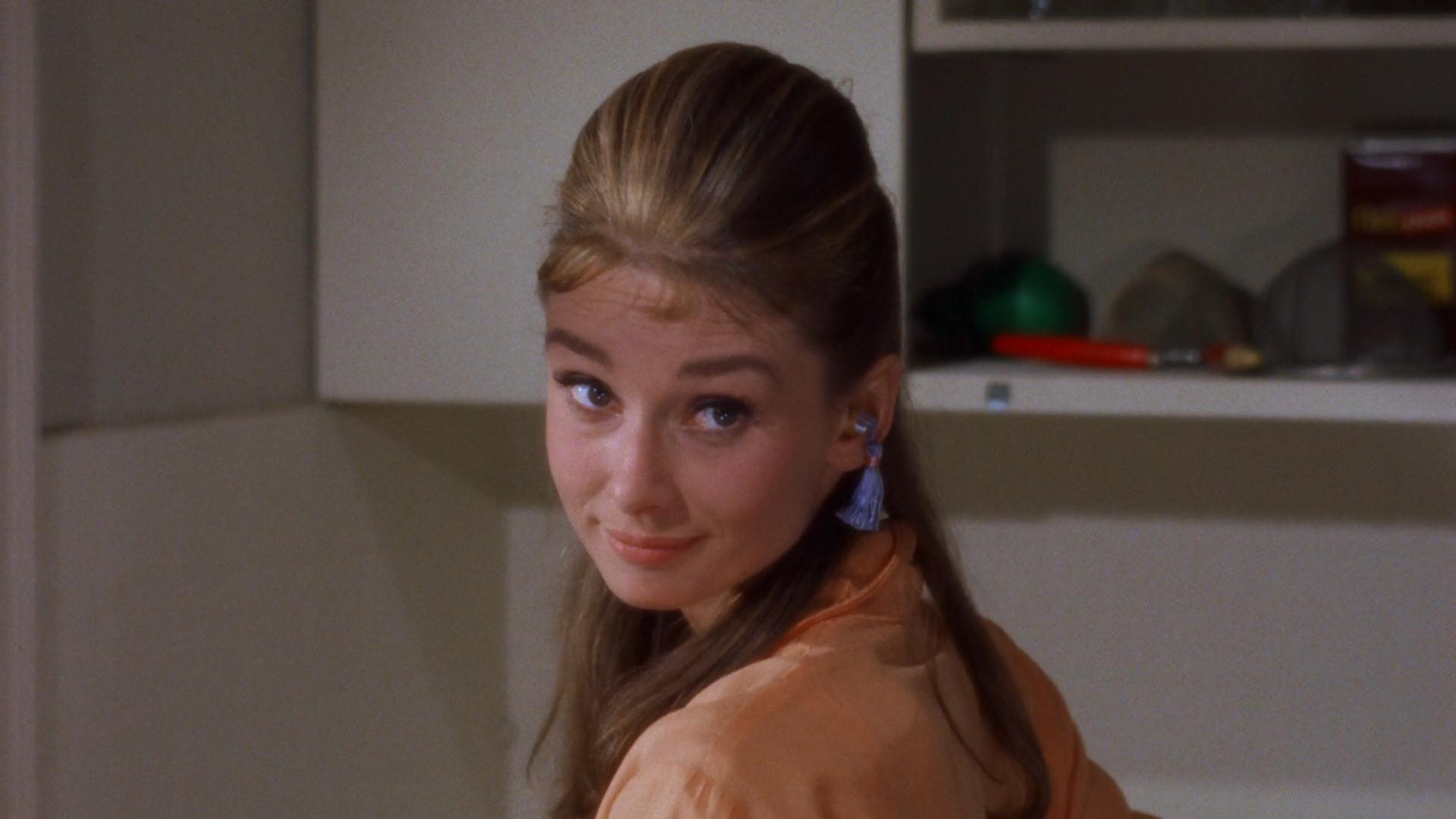
Audrey Hepburnová ve filmu Snídaně u Tiffanyho

„Moon River“ je původně filmová píseň, jejíž nápěv také tvoří ústřední hudební motiv v americkém filmu Snídaně u Tiffanyho z roku 1961. Píseň složil proslulý hudební skladatel Henry Mancini a otextoval ji Johnny Mercer pro Audrey Hepburnovou, která ve filmu hrála hlavní roli. Píseň získala Oscara za nejlepší filmovou píseň, skladatel Henry Mancini pak v roce 1962 za tuto hudbu obdržel i cenu Grammy za nejlepší desku roku a Johnny Mercer obdržel tutéž cenu za píseň roku. Jde o jednoduchý nápěv v tónině C-dur, který byl úmyslně zkomponován tak, aby plně vyhověl omezenému hlasovému rozsahu Audrey Hepburnové, která tuto píseň zhruba v jedné třetině snímku sama osobně zpívá pouze s kytarou sedíc v okně svého bytu vedoucího na požární schodiště domu.
Píseň byla později nahrána a interpretována mnoha dalšími herci a zpěváky, jako vůbec první ji nahrál Andy Williams, který ji i osobně zpíval v roce 1962 během slavnostního předávání Oscarů za rok 1961 a používal ji zpočátku i ve svém vlastním televizním pořadu.
Píseň je tančena v 3/4 taktu jako Waltz.

## Česká verze
Českou verzi otextovanou Jiřinou Fikejzovou pod názvem Měsíční řeka nazpívala v roce 1963 Judita Čeřovská, Karel Vlach se svým orchestrem
Další stejnojmennou verzi nazpíval v lednu 1964 Karel Gott; autorem českého textu je Karel Jelínek. Taneční orchestr Československého rozhlasu řídil Josef Vobruba.

## Poznámka
- Píseň v upravené orchestrální podobě zazněla v závěru 2. dílu amerického televizního životopisného filmu z roku 2000 Příběh Audrey Hepburnové, který se částečně odehrává na pozadí natáčení filmu Snídaně u Tiffanyho.
- O písni se v jedné scéně podrobně zmiňuje i americký romantický film Kate a Leopold z roku 2001.